# Peter Binder (Politiker, 1973)
Peter Binder (* 5. Dezember 1973 in Linz) ist ein österreichischer Politiker (SPÖ). Seit Oktober 2015 ist er Abgeordneter zum Oberösterreichischen Landtag, seit Oktober 2021 amtiert er dort als Dritter Landtagspräsident.

## Leben
Binder besuchte von 1980 bis 1984 eine Volksschule und von 1984 bis 1993 das Europagymnasium Auhof in Linz. Danach studierte er Rechtswissenschaften (ohne Abschluss) und war von 1996 bis 1998 Vorsitzender der Sozialistischen Jugend Linz. Von 2002 bis 2004 arbeitete er hauptberuflich als DJ. 2005 bis 2009 war er als Pressesprecher des Landesrates Josef Ackerl tätig. Ab 1. Mai 2014 war er Landesparteigeschäftsführer der SPÖ.
2016 wurde er von Sabine Schatz als Landesgeschäftsführerin abgelöst.
Nach der Landtagswahl 2021 wurde er in der konstituierenden Sitzung der XXIX. Gesetzgebungsperiode zum Dritten Präsidenten des Oberösterreichischen Landtags gewählt. Er folgte in dieser Funktion Gerda Weichsler-Hauer nach.